# Pinstripe Bowl 2017
Match précédent Match suivant
Le Pinstripe Bowl 2017 est un match de football américain de niveau universitaire joué après la saison régulière de 2017, le 27 décembre 2017 au Yankee Stadium du Bronx dans l'état de New York aux États-Unis.
Il s'agit de la 8e édition du Pinstripe Bowl.
Le match met en présence les équipes des Hawkeyes de l'Iowa issus de la Big Ten Conference et des Eagles de Boston College issus de l'Atlantic Coast Conference.
Il débute à 17 h 15 locales et est retransmis en télévision sur ESPN.
Sponsorisé par la société New Era Cap Company, le match est officiellement dénommé le New Era Pinstripe Bowl 2017.
Iowa gagne le match sur le score de 27 à 20.

## Présentation du match
| Équipes                         | Conférences | Entraîneurs        | Stats. saison rég. | Classements avant le bowl CFP-AP-Coaches |
| ------------------------------- | ----------- | ------------------ | ------------------ | ---------------------------------------- |
| Hawkeyes de l'Iowa              | Big Ten     | Kirk Ferentz (en)  | 7 - 5              | NC                                       |
| Eagles de Boston College        | ACC         | Steve Addazio (en) | 7 - 5              | NC                                       |
| Arbitre : Terry Leyden (Pac-12) |             |                    |                    |                                          |

Il s'agit de la toute 1re rencontre entre ces deux équipes.

### Hawkeyes de l'Iowa
Avec un bilan global en saison régulière de 7 victoires et 5 défaites, Iowa est éligible et accepte l'invitation pour participer au Pinstripe Bowl de 2017.
Ils terminent 3e de la West Division de la Big Ten Conference derrière no 6 Wisconsin et no 20 Northwestern, avec un bilan en match de conférence de 4 victoires et 5 défaites.
À l'issue de la saison 2017, ils n'apparaissent pas dans les classements CFP, AP et Coaches.
Il s'agit de leur toute 1re apparition au Pinstripe Bowl.

### Eagles de Boston College
Avec un bilan global en saison régulière de 7 victoires et 5 défaites, Boston College est éligible et accepte l'invitation pour participer au Pinstripe Bowl de 2017.
Ils terminent 3e de l'Atlantic Division de l'Atlantic Coast Conference derrière no 4 Clemson et no 23 NC State, avec un bilan en matchs de conférence de 4 victoires et 4 défaites.
À l'issue de la saison 2017, ils n'apparaissent pas dans les classements CFP, AP et Coaches.
Il s'agit de leur 2e participation au Pinstripe Bowl :
- Le 27 décembre 2014, défaite après une prolongation 31 à 30 contre les Nittany Lions de Penn State.

## Résumé du match
Début du match à 17 h 20, fin à 20 h 29 pour une durée totale de jeu de 3 h 09 min .
Températures de −5 °C, vent de Nord-Ouest de 19 km/h , ciel dégagé mais froid.
| QT          | Temps       | Drive       | Drive       | Drive       | Équipe      | Description de l'action | Score | Score |
| QT          | Temps       | Jeux        | Yards       | TDP         | Équipe      | Description de l'action | IOWA  | BC    |
| ----------- | ----------- | ----------- | ----------- | ----------- | ----------- | --- | ----- | ----- |
| 1           | 12:59       | 4           | 0           | 00:55       | Iowa        | FG de 24 yards par K Miguel Recinos                                                                                                 | 3     | 0     |
| 1           | 00:05       | 14          | 62          | 05:57       | BC          | TD à la suite d'une course de 4 yards par RB A. J. Dillon + 1 extra-point par K Colton Lichtenburg                                  | 3     | 7     |
| 2           | 13:18       | 4           | 16          | 01:47       | Iowa        | TD de 8 yards par TE Noah Fant à la suite d'une réception d'une passe de QB Nate Stanley + 1 extra-point par K Miguel Recinos       | 10    | 7     |
| 2           | 09:35       | 7           | 69          | 03:43       | BC          | TD de 39 yards par TE Tommy Sweeney à la suite d'une réception d'une passe de QB Darius Wade + 1 extra-point par Colton Lichtenburg | 10    | 14    |
| 2           | 01:29       | 7           | 84          | 03:30       | BC          | FG de 30 yards par K Colton Lichtenburg                                                                                             | 10    | 17    |
| 3           | 07:11       | 7           | 58          | 03:31       | Iowa        | TD à la suite d'une course de 5 yards par RB Akrum Wadley + 1 extra-point par K Miguel Recinos                                      | 17    | 17    |
| 4           | 11:32       | 10          | 55          | 04:38       | Iowa        | FG de 38 yards par K Miguel Recinos                                                                                                 | 20    | 17    |
| 4           | 08:09       | 7           | 55          | 03:23       | BC          | FG de 24 yards par K Colton Lichtenburg                                                                                             | 20    | 20    |
| 4           | 03:09       | 3           | 45          | 01:13       | Iowa        | TD à la suite d'une course de 1 yard par Drake Kulick + 1 extra-point par K Miguel Recinos                                          | 27    | 20    |
| Score final | Score final | Score final | Score final | Score final | Score final | Score final | 27    | 20    |

## Statistiques
| Meilleur joueur (MVP) |        |       |
| Nom                   | Équipe | Poste |
| Akrum Wadley          | Iowa   | RB    |

| Statistiques par équipe                |                                                       |                                                      |
| Statistiques                           | IOWA                                                  | BC                                                   |
| 1er down                               | 13                                                    | 16                                                   |
| 1er down à la course                   | 6                                                     | 4                                                    |
| 1er down à la passe                    | 5                                                     | 12                                                   |
| 1er down suite pénalité                | 2                                                     | 0                                                    |
| Conversion de 3e down                  | 2/11                                                  | 8/17                                                 |
| Conversion de 4e down                  | 0/0                                                   | 1/2                                                  |
| Jeux–yards                             | 54 jeux pour 200 yards                                | 70 jeux pour 393 yards                               |
| Yards à la course                      | 39 courses pour 101 yards moyenne de 2,6 yards/course | 43courses pour 175 yards moyenne de 4,1 yards/course |
| Yards à la passe                       | 99                                                    | 208                                                  |
| Passes : Réussies-Tentées-Interceptées | 8/15 passes complétées, 0 interception                | 16/27 passes complétées, 2 interceptions             |
| Réussite en zone rouge/chances         | 5/5                                                   | 3/4                                                  |
| TD                                     | 2                                                     | 3                                                    |
| Field Goals                            | 2/2                                                   | 2/3                                                  |
| Sacks (Nombre-Yards)                   | 2 pour 17 yards adverses perdus                       | 3 pour 24 yards adverses perdus                      |
| Fumbles (Nombre/Perdus)                | 0/0                                                   | 1/1                                                  |
| Pénalités (Nombre/Yards perdus)        | 3 pour 20 yards perdus                                | 6 pour 57 yards perdus                               |
| Temps de possession                    | 27:25                                                 | 32:35                                                |

| Statistiques individuelles |               |                                                                          |
| Quaterbacks                |               |                                                                          |
| IOWA                       | Nate Stanley  | 8/15 passes complétées, 99 yards, 0 interception, 1 TD, 3 sacks subis    |
| BC                         | Darius Wade   | 16/27 passes complétées, 208 yards, 2 interceptions, 1 TD, 2 sacks subis |
| Meilleurs coureurs         |               |                                                                          |
| IOWA                       | Akrum Wadley  | 22 courses pour 88 yards nets gagnés, 1 TD, moyenne de 4 yards/course    |
| BC                         | A. J. Dillon  | 32 courses pour 157 yards nets gagnés, 1 TD, moyenne de 4,9 yards/course |
| Meilleurs receveurs        |               |                                                                          |
| IOWA                       | Nick Easley   | 1 réception pour 38 yards gagnés, 0 TD                                   |
| BC                         | Tommy Sweeney | 7 réceptions pour 137 yards gagnés, 1 TD                                 |
| Meilleurs tacleurs         |               |                                                                          |
| IOWA                       | Hooker, Amani | 12 tacles dont 8 en solo                                                 |
| BC                         | Harris, Will  | 9 tacles dont 4 en solo                                                  |